# Turkije op de Olympische Jeugdwinterspelen 2012
Turkije was een van de landen die deelnam aan de Olympische Jeugdwinterspelen 2012 in Innsbruck, Oostenrijk.

## Deelnemers en resultaten
(m) = mannen, (v) = vrouwen 

### Alpineskiën
| Olympiër          | Onderdeel           | Resultaat | Prestatie                           |
| ----------------- | ------------------- | --------- | ----------------------------------- |
| Mustafa Topaloglu | super g (m)         | 37e       | 1.15,64 (+11,19)                    |
| Mustafa Topaloglu | supercombinatie (m) | 32e       | 2.02,65 (+22,20) (1.14,99, 47,66)   |
| Mustafa Topaloglu | reuzenslalom (m)    | -         | - (-) (DSQ, -)                      |
| Mustafa Topaloglu | slalom (m)          | 29e       | 1.37,21 (+18,85) (48,34, 48,87)     |
|                   |                     |           |                                     |
| Dila Kavur        | super g (v)         | 30e       | 1.20,46 (+14,68)                    |
| Dila Kavur        | supercombinatie (v) | 27e       | 2.07,42 (+26,60) (1.19,80, 47,62)   |
| Dila Kavur        | reuzenslalom (v)    | 38e       | 2.20,88 (+24,75) (1.10,13, 1.10,75) |
| Dila Kavur        | slalom (v)          | 26e       | 1.42,82 (+23,06) (53,74, 49,08)     |

### Langlaufen
| Olympiër     | Onderdeel          | Resultaat | Prestatie         |
| ------------ | ------------------ | --------- | ----------------- |
| Hamza Dursun | 10 km klassiek (m) | 28e       | 32.55,5 (+3.26,7) |
| Hamza Dursun | sprint (m)         | 30e       | kwartfinale       |

### Schansspringen
| Olympiër    | Onderdeel       | Resultaat | Prestatie                     |
| ----------- | --------------- | --------- | ----------------------------- |
| Faik Yüksel | individueel (m) | 16e       | 195,9 ptn. (64,5 m en 62,5 m) |